# Gustavo Barbona
Gustavo Barbona (28 febbraio 1977) è un allenatore di calcio a 5 ed ex giocatore di calcio a 5 argentino, campione sudamericano con la nazionale argentina nel 2003.

## Carriera

### Giocatore

#### Club
Cresciuto nel settore giovanile del Ferro Carril Oeste, debutta nella prima squadra in quarta divisione, contribuendo dapprima alla promozione in terza serie e quindi, sotto la guida di Fabián López, alla vittoria di questa. Nel 2000 segue López alla Franja de Oro, militante nella División de Honor, vincendo nella stagione successiva il campionato di Apertura e la Coppa Benito Pujol (tuttora gli unici titoli nazionali vinti dalla società). Nel 2002 si trasferisce in Italia per giocare in Serie A nel Montesilvano, ancora una volta su richiesta di López, nominato nuovo allenatore dei gabbiani. Due anni più tardi passa al Raiano dove rimane per quattro stagioni eccetto una breve parentesi trascorsa in prestito all'Acqua e Sapone in Serie B. Fa quindi ritorno in Argentina dove gioca per alcune stagioni con Boca Juniors e Caballito Juniors prima di ritirarsi.

#### Nazionale
Barbona ha fatto parte della Nazionale di calcio a 5 dell'Argentina dal 2001 al 2005, vincendo la Copa América 2003 e disputando il Mondiale 2004 nel quale è stato utilizzato in quattro partite.

### Allenatore
Come avvenuto per la carriera da calcettista, la prima esperienza di Barbona come allenatore è nel Ferro Carril Oeste che gli affida la conduzione della prima squadra nella stagione 2014. Dopo un anno di pausa, nel 2016 guida l'Estudiantes (BA). Nel 2017 passa all'Atlanta come vice di Fabián López.

## Palmarès

### Club
- División de Honor: 1
Franja de Oro: 2001 (Apertura)
- Copa Benito Pujol: 1
Franja de Oro: 2001

### Nazionale
- Coppa America: 1
Argentina: 2003